# Concepción (Antioquia)
Concepción és un municipi de Colòmbia, localitzat en la subregió Orient del departament d'Antioquia. Limita pel nord amb els municipis de Barbosa i Santo Domingo, per l'est amb els municipis de Santo Domingo i Alexandria, pel sud amb els municipis d'El Peñol i San Vicente, i per l'oest amb els municipis de San Vicente i Barbosa. La seva capçalera dista 75 quilòmetres de la ciutat de Medellín, capital del Departament d'Antioquia. El municipi té una extensió de 167 quilòmetres quadrats.

## Història
Abans de la colonització, el territori estava ocupat per aborígens tahamíes i caribs. Els primers pobladors estables de la zona en aquestes muntanyes van ser miners provinents de Santa Fe de Antioquia, molts devots de la Verge de la Immaculada Concepció; en honor d'ella van posar el seu nom a algunes de les mines.
Es creu que la parròquia va ser creada el 6 de novembre de 1770 per decret del Dr Juan Salvador de Vila y Castañeda, capellà de Medellín i Vicari Superintendent de la Província d'Antioquia, per comissió confiada al bisbe de Popayán, Don Jerónimo Antonio d'Obregón y Mena. El poblamet va ser ascendida a la categoria de municipi el 1773, i, des de 1885, els seus habitants van començar a dedicar-se a la ramaderia i l'agricultura.
Són fills il·lustres d'aquest municipi els generals de la independència José María Córdova, nascut el 8 de setembre de 1799, i el seu germà José Salvador Córdova, qui va néixer el 17 de maig de 1801.
El municipi va ser declarat "Patrimoni cultural i històric de la nació" l'any 1999, pels seus carrers empedrats i el seu estat de conservació i bellesa.
El 9 de juliol de 2015 Concepción es va convertir en la primera població del país a desenvolupar un ecosistema en el qual s'utilitza diner electrònics i no el físic per realitzar les activitats quotidianes des del pagament de serveis públics, la compra del mercat diari fins a les ofrenes a l'església.